# 塔塔加薊
塔塔加薊（學名：Cirsium tatakaense）為臺灣特有種菊科植物，分布於臺灣塔塔加地區。

## 發現與命名
該植物原被認為是玉山薊，但於2019年2月14日，由國立中興大學曾彥學、張之毅等人經研究後，確認塔塔加一帶的玉山薊屬於新物種，而重新命名為現名。

## 描述
本種在外形上與玉山薊（Cirsium kawakamii）相似，皆有長裂片（leaf lobes），頭花（capitula）下垂。但本種的葉裂較為修長，且本種花呈紫色，玉山薊的花則偏白色。

## 分布
本種目前僅知分布於台灣玉山山脈高海拔山區。

## 辭源
本物種的種小名「tatakaense」得名自採集地塔塔加，該地名來自於鄒語「寬闊、平台草原的地方」。

## 文化

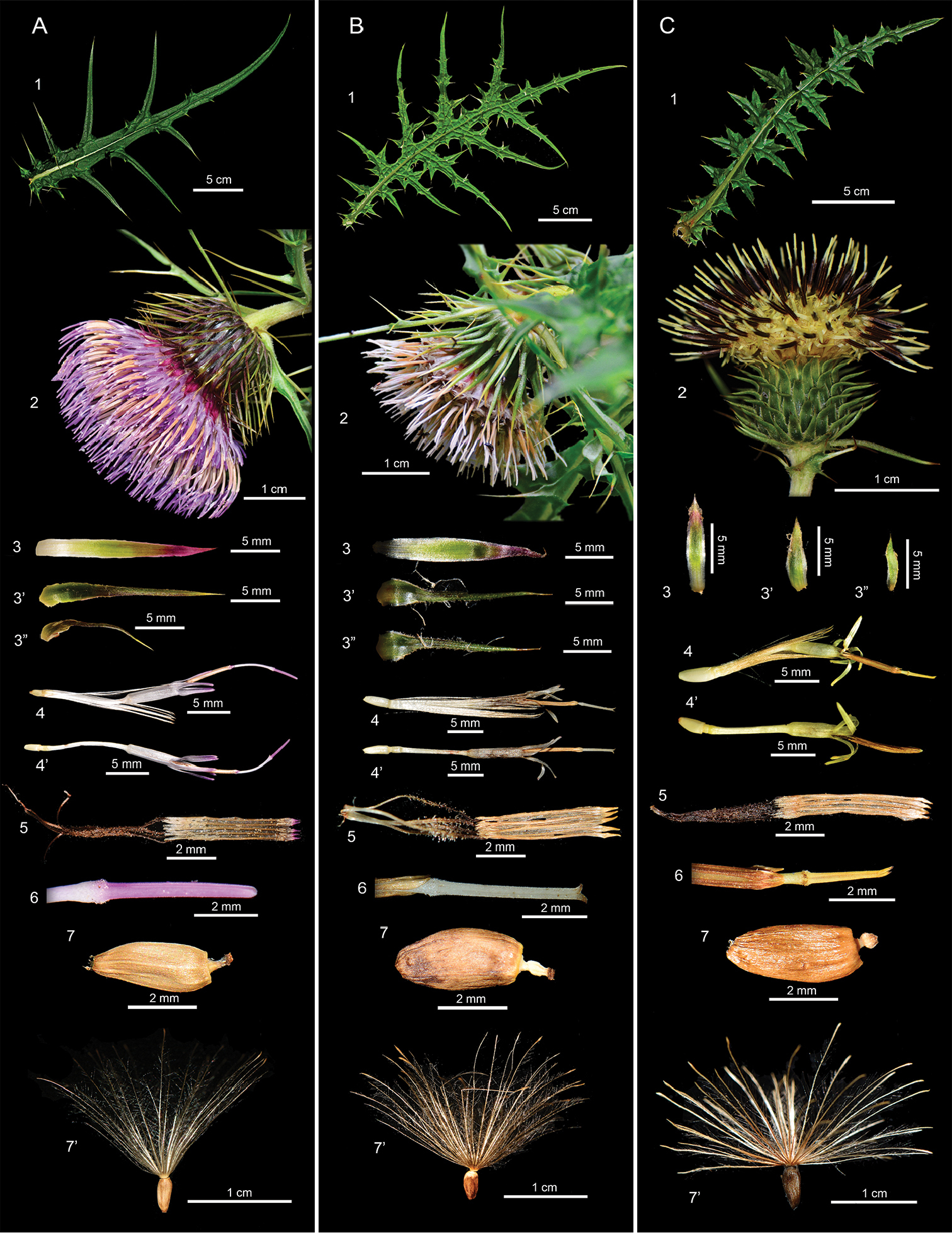
塔塔加薊（左）、玉山薊（中），及阿里山薊（右）之間的比較。(1)葉片　(2)頭花　(3)總苞片　(4)小花　(5)聚藥雄蕊　(6)花柱　(7)果實及冠毛

該植物之圖像出現於中華民國中央銀行2004年發行的新臺幣1,000元鈔票上，原先由中央銀行認定為玉山薊。2019年，本種發表為獨立新種，在重新鑑定後認定為塔塔加薊。